# Dryophthorini
Dryophthorini là một tông mọt ngũ cốc trong họ Dryophthoridae.